# ويليام ليمان (مخترع)
ويليام ليمان (بالإنجليزية: William Lyman)‏ هو مخترِع أمريكي، ولد في 29 مارس 1821 في ميريديان في الولايات المتحدة، وتوفي في 15 نوفمبر 1891 في هارتفورد في الولايات المتحدة.